# 高階貴子
高階 貴子（たかしなの きし / たかこ、生年不詳 - 長徳2年〈996年〉10月）は平安時代の女流歌人。女房三十六歌仙に数えられる。通称は高内侍（こうのないし）、または儀同三司母（ぎどうさんしのはは）。前者は女官名、後者は息子藤原伊周の官職（准大臣）の唐名（儀同三司）による。

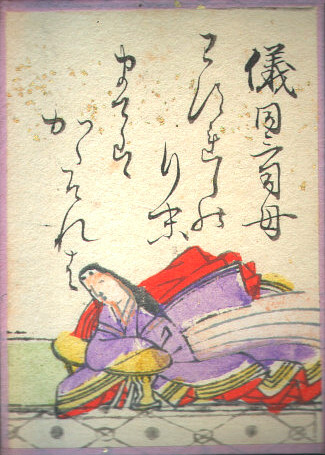
儀同三司母 - 近世の百人一首かるた

## 経歴
従二位高階成忠（923年 - 998年）の娘、生母は不詳。兄弟に右中弁信順・木工権頭道順・伊予守明順らがいる。
和歌を能くし、女ながらに詩文に長けた由、『大鏡』など諸書に見える。円融朝に内侍として宮中に出仕し、漢才を愛でられ殿上の詩宴に招かれるほどであった。おなじ頃、中関白藤原道隆（953年 - 995年）の妻となり、内大臣伊周（974年 - 1010年）・中納言隆家（979年 - 1044年）・僧都隆円（980年 - 1015年）の兄弟及び長女定子（976年 - 1001年）を含む三男四女を生んだ。
夫・道隆が永延3年（989年）に内大臣、永祚2年（990年）5月に関白、次いで摂政となり、10月に定子が一条天皇の中宮に立てられたため、同年10月26日、従五位上から正三位に昇叙。一方、貴子腹の嫡男伊周も急速に昇進し、正暦3年（992年）十九歳にして権大納言に任ぜられ、翌々年さらに内大臣に昇ったため、貴子は末流貴族の出身ながら関白の嫡妻、かつ中宮の生母として栄達し、高階成忠は従二位と朝臣の姓を賜った。
ところが、長徳元年（995年）4月10日に夫・道隆が病死すると、息子の伊周と隆家は叔父道長との政争に敗れ、権勢は道長側に移った。翌年になって、伊周と隆家は、花山院に矢を射掛けた罪（長徳の変）によって大宰権帥・出雲権守にそれぞれ左降・配流。貴子は出立の車に取り付いて同行を願ったが、許されなかった。その後まもなく病を得て、息子の身の上を案じながら、同年10月末に薨去した。四十代であったと推定される。今でも作品の数々が人々の恋心に共感を呼び高く評価されている。

## 逸話
『古今著聞集』によれば、道隆との関係にはじめ成忠は乗り気ではなかったが、ある後朝のあさ、帰って行く道隆の後ろ姿を見て、「必ず大臣に至る人なり」といって二人の仲を許したという。

## 作品
| 歌集名       | 作者名表記 | 歌数 | 歌集名       | 作者名表記 | 歌数 | 歌集名       | 作者名表記 | 歌数 |
| ------------ | ---------- | ---- | ------------ | ---------- | ---- | ------------ | ---------- | ---- |
| 古今和歌集   |            |      | 後撰和歌集   |            |      | 拾遺和歌集   | 高階成忠女 | 1    |
| 後拾遺和歌集 | 馬内侍     | 2    | 金葉和歌集   |            |      | 詞花和歌集   | 高内侍     | 1    |
| 千載和歌集   |            |      | 新古今和歌集 | 儀同三司母 | 1    | 新勅撰和歌集 |            |      |

私家集
- 私家集は伝存していない。

## 百人一首
- 54番[1]

藤原定家は『定家八代抄』にも撰んでいる。

## 関連作品
- NHK大河ドラマ『光る君へ』（2024年、演：板谷由夏）